# فاطمة الزهرا عکازی
فاطمة الزهرا عکازی (انگلیسی: Fatima-Zohra Oukazi؛ زادهٔ ۱۸ ژانویهٔ ۱۹۸۴) بازیکن والیبال زن اهل الجزایر است.